# Явне знання
Явне знання — різновид знання, яке легко пояснюється, формалізується, вербалізується та доступне. Таке знання легко передається іншим. Більшість форм явного знання може зберігатись на різних типах носіїв інформації. Воно не потребує постійних тренувань для його отримання, як, наприклад, неявне знання. Людина може самостійно йому навчитися, користуючись зрозумілими і чітко сформульованими правилами даного знання.
До явних знань належать, наприклад, науки, такі як математика, фізика, історія та лінгвітика. Гарним прикладом явного знання буде інформація, яка міститься в енциклопедіях та підручниках.

## Форми
Найбільш звичайні форми явних знань: інструкції, пояснювальна документація, повчальні відео. Також, знання можуть бути у аудіо-візуальній формі. Роботи мистецтва та продуктного дизайну теж можуть бути розглянені як форми явного знання, у сенсі матеріальної реалізації людських умінь, знань, та ідей.